# 吉奥·弗朗切斯科·巴尔比宫
44°24′51.13″N 8°55′40.56″E / 44.4142028°N 8.9279333°E

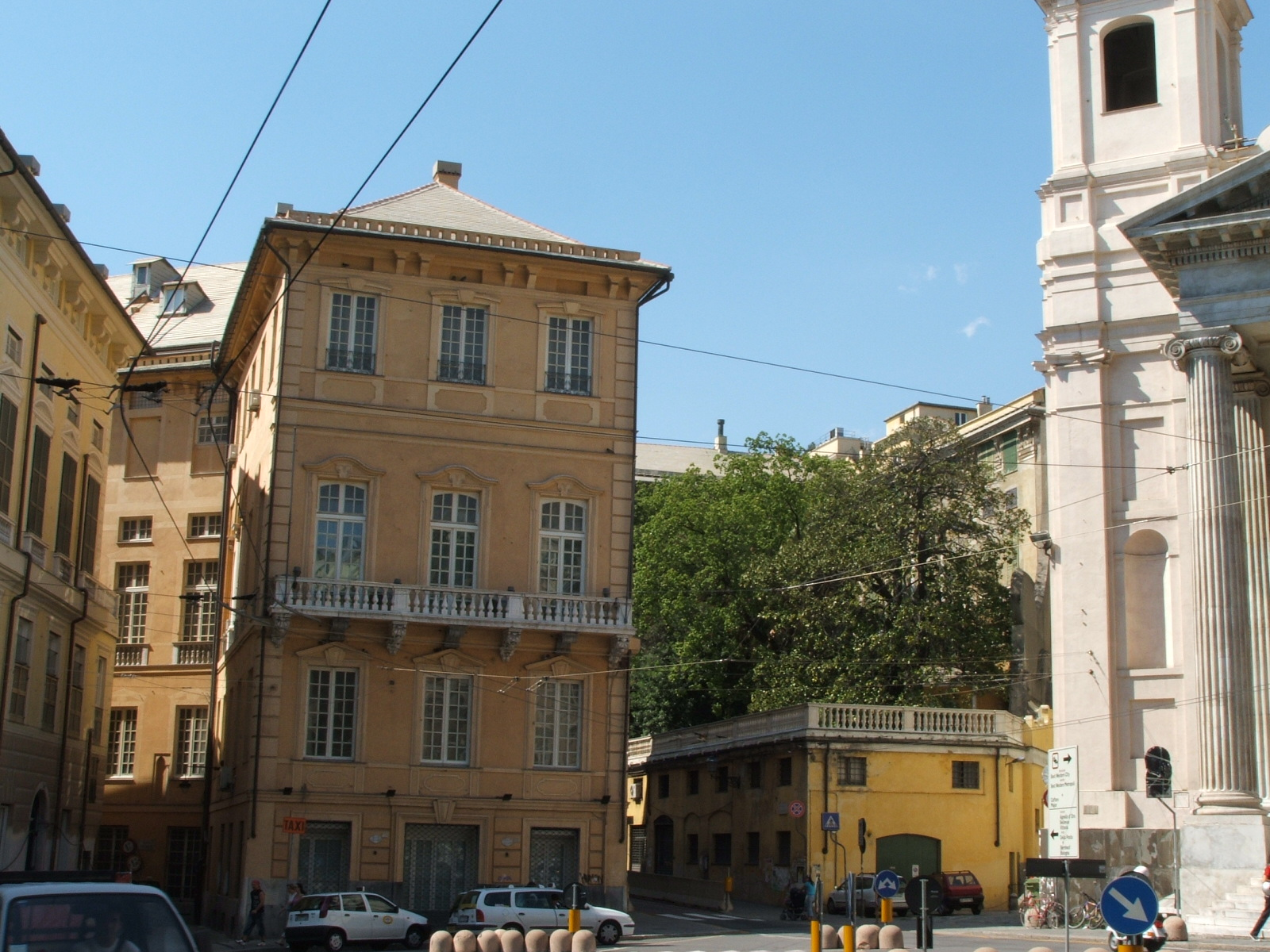

吉奥·弗朗切斯科·巴尔比宫（Palazzo Gio Francesco Balbi）是意大利热那亚的一座历史建筑，位于巴尔比街2号，2006年作为罗利宫殿体系的42座宫殿之一，被列为世界文化遗产。
该建筑建于16世纪，属于巴尔比家族。